# Jacklyn Zeman
Jacklyn Zeman (ur. 6 marca 1953 w Englewood, zm. 9 maja 2023 w Thousand Oaks) – amerykańska aktorka, najbardziej znana z roli Bobbie Spencer w operze mydlanej ABC Szpital miejski.

## Życiorys
Zeman urodziła się w Englewood w stanie New Jersey w rodzinie pochodzenia żydowskiego. Jej rodzicami byli Rita Zeman-Rohlman, kierownik magazynu i Richard S. Zeman, inżynier systemowy. Dorastała w Bergenfield w stanie New Jersey i ukończyła szkołę średnią w wieku 15 lat w Bergenfield High School, po czym studiowała taniec na New York University. Była króliczkiem Playboya w Playboy Club w 1972 roku.

## Kariera
Zeman miała kilka małych ról, zanim dostała stałą rolę w operze mydlanej ABC Tylko jedno życie w roli Lany McClain od 1976 do 1977. Później tego samego roku została obsadzona jako Barbara „Bobbie” Spencer w siostrzanym serialu mydlanym Szpital miejski, grała regularnie do 2010 roku. Zeman otrzymała za swoją rolę trzy nagrody Daytime Emmy dla najlepszej serialowej aktorki drugoplanowej. Od 2013 roku Zeman powróciła do regularnej gry w Szpitalu miejskim.
Poza operami mydlanymi Zeman pojawiła się w komedii National Lampoon's Class Reunion z 1982 roku i zagrał epizod w fałszywej komedii Zakochani młodzi lekarze. Zagrała w filmach telewizyjnych Jury Duty: The Comedy (1990) u boku Heather Locklear i Montana Crossroads (1993) u boku Kellie Martin. Występowała w off-Broadwayu i innych produkcjach, w tym Come Blow Your Horn, Barefoot in the Park i The Boy Friend. Zeman otrzymała kolejną nominację do nagrody Daytime Emmy za swoją regularną rolę Sofii Madison w serialu streamingowym The Bay w 2021 roku.

## Śmierć
Jacklyn Zeman zmarła na raka 9 maja 2023 roku w wieku 70 lat.